# Хатира
Хатира (башк. хәтирә) — жанр устного рассказа-воспоминания в башкирском фольклоре, повествующий о реальных событиях, произошедших в недавнем для читателя прошлом или в современности, включает в себя также вымышленные элементы.
Исторические предание у башкир  не случайно обозначаются термином «тарих» — «история». Их исторические предания занимают главное место в системе жанров несказочной прозы (преданий, легенд, хурафати хикэйэ - быличек, хатира - рассказов-воспоминаний).  Основной признак, выраженный в исторических преданиях наиболее четко, это установка на достоверность. Исторические предания призваны сохранить в памяти народа значимые для общества события, воспоминания об исторических деятелях, дать им оценку. Конфликт, лежащий в основе преданий часто национальный или социальный (предания о войнах, межродовых столкновениях, благородных беглецах).
В хатирах повествование обычно дается от имени очевидца или участника событий. От рассказа хатиры отличает их известность в основном кругу людей определенной местности. В известных хатирах описываются социально значимые события, такие как Великая Октябрьская социалистическая революция, Гражданская война в России, Великая Отечественная война. Это хатиры («Билдәһеҙ ҡыҙылармеец» — «Неизвестный красноармеец», «Ҡантүбә» — «Кровавая вершина», «Әбделхаҡтың батырлығы» — «Мужество Абделхака» и т. д.), описываются также приключенческие или драматические бытовые события («Тимербай батыр» — «Тимербай батыр», «Әхмәтша йырсы» — «Певец Ахметша», «Сафа менән Иван Поддубный» — «Сафа и Иван Поддубный» и т. д.).
Прошедшие испытание временем хатиры становятся историческими преданиями.